# Jehličná
Jehličná (německy Grasseth či Grasset) je zaniklá vesnice, část obce Královské Poříčí v okrese Sokolov v Karlovarském kraji. Nacházela se v nadmořské výšce 420–430 metrů v mělkém údolí po obou březích Pstružného potoka asi 1,5 kilometru severovýchodně od Královského Poříčí.
Není zde evidována žádná adresa. V roce 2011 zde trvale nikdo nežil.
Jehličná ležela v katastrálním území Královské Poříčí o výměře 12,2 km².

## Název
Na původu jména se významu původního německého názvu Grasset nepanují jednotné názory. Někteří jazykovědci se domnívají, že původní pojmenování vychází z místa porostlého trávou, jiní odvozují jméno vesnice od výhonků jehličnatých stromů (německy Grazzach), další dávají název do souvislosti s osobními jmény Grassath a Grassant, uvedených v lenních knihách Nothaftů z let 1480–1522.
Český název dostala vesnice v roce 1947.

## Historie
První písemná zmínka o vesnici pochází z roku 1523.
Ves patřila do loketské lenní soustavy a poddaní v Jehličné tvořili tehdy jediný feudální majetek Mikuláše Globnera z Globenu, který měl původ u chebských ministeriálů z Kageru. Spřízněn byl s rodem Stampachů, vlastnících další menší statky na Loketsku. Poddaní spadali pod pravomoc loketského soudu. V roce 1546 koupilo Jehličnou od Mikuláše Globnera město Loket. Součástí loketského panství zůstala Jehličná až do třicetileté války. Město Loket jako aktivní účastník protihabsburského povstání přišel po Bílé hoře o většinu panství. Jehličná byla jednou z mála vesnic, které nebyly zkonfiskovány. Vesnice byla dána pod správu císařského rychtáře. Později získali Jehličnou Nosticové, v roce 1675 město Loket, o tři roky později opět Nosticové. K sokolovskému panství Nosticů patřila Jehličná až do zrušení poddanství v roce 1848.
Vesnická obytná a hospodářská stavení se rozkládala podél staré zemské stezky, která po zavedení pravidelné poštovní přepravy sloužila od poloviny 18. století až do první poloviny třicátých let 20. století jako poštovní silnice. Tu nahradila nová silnice mezi Karlovými Vary a Chebem na pravém břehu řeky Ohře.
Po druhé světové válce došlo k odsunu německého obyvatelstva. Zůstat mohli pouze odborníci, nepostradatelní pro chod dolů.
Počátkem 70. let 20. století se k vesnici přiblížila těžba uhlí a vesnice se začala vylidňovat. Na přelomu 70. a 80. let 20. století musela ustoupit uhelnému lomu Jiří a následně zcela zanikla. Zrušením kdysi samostatné obce a vystěhováním lidí z jejího území se uvolnil prostor dalšímu postupu povrchové hnědouhelné těžby, která svou činností zcela změnila původní krajinu.
Připomínkou zaniklé obce je smírčí kříž, přemístěný před kostel svaté Kunhuty v Královském Poříčí, jenž stával v severním rohu zrušeného hřbitova v Jehličné. Na hřbitově se přestalo pohřbívat v roce 1963 a v roce 1973 byl hřbitov zrušen.

### Hornictví
V okolí Jehličné se dobývaly od 16. století železné rudy. Ložisko železné rudy bylo otevřeno na tzv. Široké louce mezi Jehličnou a Královským Poříčím. V okolí Jehličné i na území vesnice se nacházely suroviny vhodné pro keramickou výrobu. Místní sedlák David Horner postavil na počátku sedmdesátých let 19. století na svém pozemku menší cihelnu. Cihelna pracovala do doby krátce po první světové válce, poté podlehla konkurenci velkých a moderně zařízených cihelen v okolí. Od konce 19. století se začalo v Jehličné a okolí těžit hnědé uhlí. Roku 1896 otevřelo Falknovsko-grassetské hnědouhelné těžařstvo v Jehličné důl Bedřich-Anna, který dobýval sloj Antonín s mocností okolo 20 m.

## Obyvatelstvo
Až do počátku těžby železné rudy a uhlí v okolí vesnice pracovali obyvatelé Jehličné v zemědělství. Těžba železné rudy byla prvním významnějším oborem výrobní činnosti, který začal konkurovat dosud výhradnímu postavení zemědělství v obživě obyvatel. Od roku 1870 je v obci doložena cihlářská výroba. Na počátku 20. století již pracovala většina obyvatel v okolních uhelných dolech. Pro děti z Jehličné a Alberova byla už v roce 1833 zřízena v Jehličné školní stanice. Od roku 1858 měla Jehličná jednotřídní školu, později rozšířenou na dvojtřídní. V roce 1887 byla otevřena školní budova se třemi třídami, kterou nahradila v září roku 1915 nová škola.
Při sčítání lidu v roce 1921 zde žilo 860 obyvatel, z nichž bylo 12 Čechů, 838 Němců a deset cizinců. K  římskokatolické církvi se hlásilo 839 obyvatel, 18 k evangelické církvi a tři byli bez vyznání.
| Rok            | 1869 | 1880 | 1890 | 1900 | 1910 | 1921 | 1930 | 1950 | 1961 | 1970 | 1980 | 1991 | 2001 | 2011 | 2021 |
| -------------- | ---- | ---- | ---- | ---- | ---- | ---- | ---- | ---- | ---- | ---- | ---- | ---- | ---- | ---- | ---- |
| Počet obyvatel | 357  | 395  | 491  | 878  | 881  | 860  | 958  | 706  | 695  | 422  | 95   | —    | —    | —    | —    |
| Počet domů     | 44   | 60   | 69   | 83   | 89   | 93   | 114  | 127  | 164  | 119  | 29   | —    | —    | —    | —    |

## Obecní správa
Při sčítání lidu v letech 1850–1874 Jehličná byla osadou městyse Svatava v okrese Falknov. V letech 1874–1976 byla samostatnou obcí v okrese Sokolov (v letech 1874–1910 Falknov a v letech 1921–1930 Falknov nad Ohří). Od 1. dubna 1976 je částí obce Královské Poříčí v okrese Sokolov.

## Železniční doprava
- Železniční trať Chomutov–Cheb (zrušený úsek tratě)

V Jehličné se nacházela vlaková zastávka na tzv. Buštěhradské dráze z Prahy přes Chomutov do Chebu. Trať vybudovaná roku 1870 byla z důvodu postupu těžby uhlí přeložena. Přeložený úsek trati byl uveden do provozu dne 1. května 1980 a vlakovou zastávku Jehličná nahradila vlaková zastávka Královské Poříčí.